# Kim Cobb

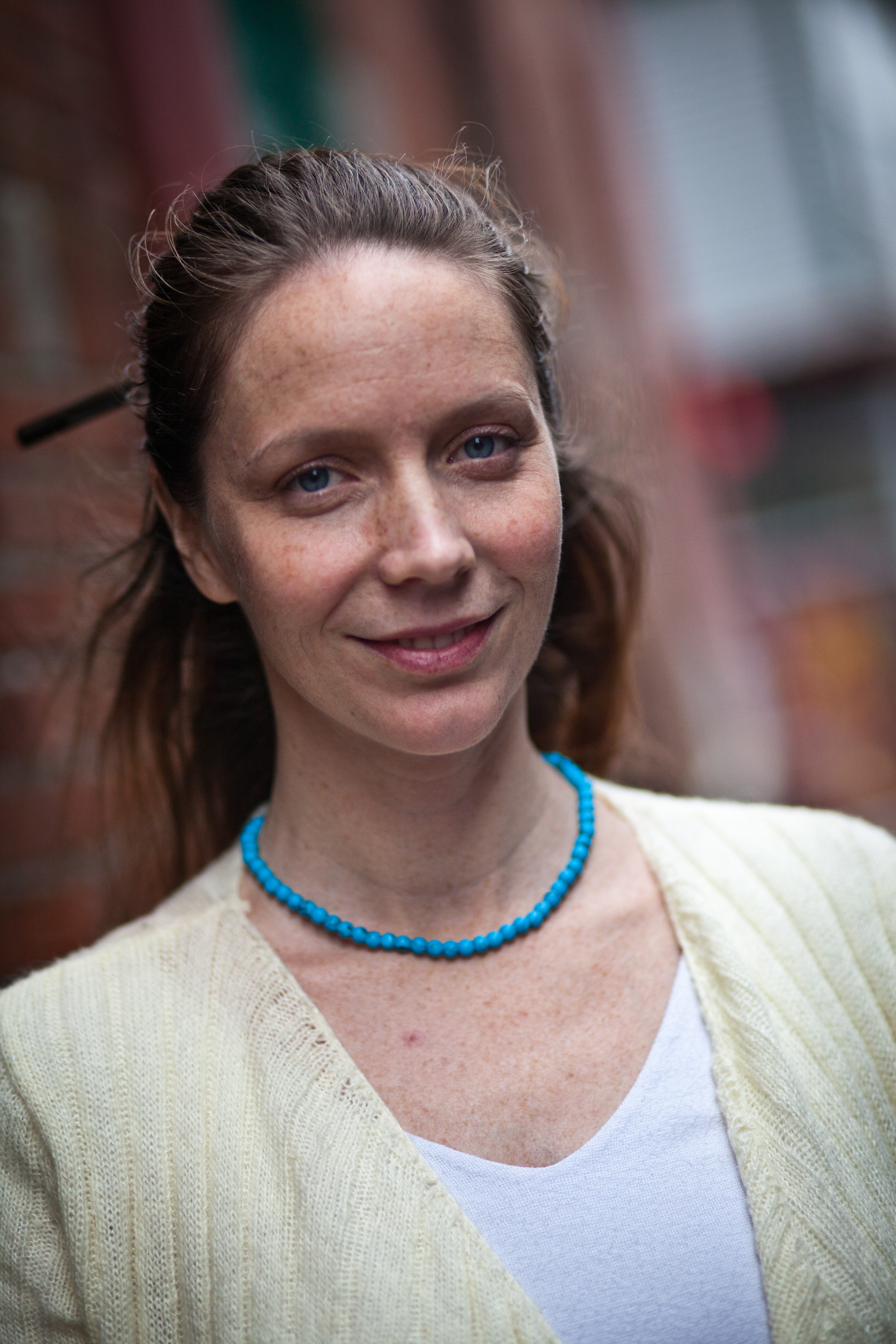
Kim Cobb (2010)

Kim M. Cobb ist eine US-amerikanische Klimawissenschaftlerin. Sie ist Professorin an der Georgia Tech.

## Leben
Cobb schloss 1996 ein Bachelorstudium der Geologie und Biologie an der Yale University ab. Sie promovierte 2002 in Ozeanografie am Scripps Institute of Oceanography der University of California, San Diego. Sie war von 2002 bis 2004 als Postdoc am California Institute of Technology in Pasadena tätig. Im Jahr 2004 wechselte sie an die Georgia Tech, zunächst als Assistenzprofessorin, ab 2010 als assoziierte Professorin und ab 2015 als Professorin. Seit 2016 ist sie dort Advance-Professorin für institutionelle Vielfalt und bekleidet den Georgia-Power-Lehrstuhl. Seit 2018 leitet sie dort das Global Change Program.
Ab 2023 ist Cobb Teil des zehnköpfigen President's Intelligence Advisory Boards (PIAB), eines Beratungsgremiums, dass die Risikoanalysen der US-Geheimdienste beurteilen soll.
Cobb ist Mutter von vier Kindern.

## Wirken
Cobbs Forschung verwendet Korallen und Höhlenstalagmiten zur Erforschung der Mechanismen des vergangenen, gegenwärtigen und zukünftigen Klimawandels. Sie ist eine der Leitautorinnen des Sechsten Sachstandsberichts des IPCC.
Cobb widmet sich auch der klaren und häufigen Kommunikation der globalen Erwärmung in der Öffentlichkeit durch Vorträge und soziale Medien. Sie warnt dabei vor den Folgen der Klimakrise. So sagte sie einmal: „Wir stehen vor der dreifachen Bedrohung steigender Meeresspiegel, stärkerer Winde und nie da gewesener Regenmengen.“ Ihr zufolge darf die Politik Forschungsdaten zum Klimawandel nicht ignorieren: „Wir haben vielleicht nicht so viele Daten wie wir gern hätten, aber wir haben genug, um stark in verschiedene Schutzmaßnahmen für Küstenorte zu investieren.“
Cobb wurde für ihre Arbeit wiederholt ausgezeichnet, darunter mit der Hans-Oeschger-Medaille (2020). 2025 wurde sie zum Mitglied der American Academy of Arts and Sciences gewählt.

## Veröffentlichungen (Auswahl)
- K. M. Cobb, C. D. Charles, H. Cheng, R. L. Edwards: El Niño/Southern Oscillation and tropical Pacific climate during the last millennium. In: Nature. Band 424, Nr. 6946, 2003, S. 271. doi:10.1038/nature01779
- K. M. Cobb, N. Westphal, H. R. Sayani, J. T. Watson, E. Di Lorenzo, H. Cheng, ..., C. D. Charles: Highly variable El Niño–southern oscillation throughout the Holocene. In: Science. Band 339, Nr. 6115, 2013, S. 67–70. doi:10.1126/science.1228246
- M. Newman, M. A. Alexander, T. R. Ault, K. M. Cobb, C. Deser, E. Di Lorenzo, ..., N. Schneider: The Pacific decadal oscillation, revisited. In: Journal of Climate. Band 29, Nr. 12, 2016, S. 4399–4427. doi:10.1175/JCLI-D-15-0508.1